# Championnat d'Europe féminin de handball 2016
Navigation
Croatie / Hongrie 2014 France 2018
La 12e édition du Championnat d'Europe féminin de handball se déroule du 4 au 18 décembre 2016 en Suède. 
La Suède accueille la compétition pour la 2e fois de l'histoire du championnat après 2006 mais cette douzième levée ne sourit pas plus aux partenaires d'Isabelle Gulldén. Si la finale est inédite entre la Norvège et les Pays-Bas, elle tient toutes ses promesses : l'expérience scandinave fait basculer le titre dans le money time pour un court succès 30 à 29. Battues en demi-finales par le futur lauréat, les Bleues rééditent leur performance réalisée 10 ans plus tôt à Stockholm : à Göteborg, elles s'imposent 25 à 22 face aux Danoises pour remporter leur troisième médaille de bronze dans la compétition. La Néerlandaise Nycke Groot est désignée meilleure joueuse.

## Présentation

### Lieux de compétition
La compétition se déroule en Suède à la suite de la décision prise le 23 juin 2012 par Fédération européenne de handball. L'autre candidat déclaré était la Turquie, mais après leur désistement, la Suède fut automatiquement désigné pays organisateur de la compétition.

### Qualifications
| Pays               | Qualifié en tant que  | Date de la qualification |
| ------------------ | --------------------- | ------------------------ |
| Suède              | Pays organisateur     | 23 juin 2012             |
| Norvège            | Champion en titre     | 21 décembre 2014         |
| Russie             | Vainqueur du groupe 6 | 12 mars 2016             |
| France             | Vainqueur du groupe 7 | 12 mars 2016             |
| Hongrie            | Vainqueur du Groupe 5 | 1er juin 2016            |
| Roumanie           | Deuxième Groupe 1     | 1er juin 2016            |
| Serbie             | Vainqueur du Groupe 2 | 1er juin 2016            |
| République tchèque | Deuxième Groupe 2     | 1er juin 2016            |
| Pays-Bas           | Vainqueur du Groupe 3 | 1er juin 2016            |
| Espagne            | Deuxième Groupe 3     | 1er juin 2016            |
| Pologne            | Deuxième Groupe 5     | 1er juin 2016            |
| Allemagne          | Deuxième Groupe 7     | 1er juin 2016            |
| Monténégro         | Vainqueur du Groupe 4 | 2 juin 2016              |
| Danemark           | Deuxième Groupe 6     | 2 juin 2016              |
| Croatie            | Deuxième Groupe 4     | 2 juin 2016              |
| Slovénie           | Meilleur 3e           | 5 juin 2016              |

### Chapeaux du tour préliminaire
| Chapeau 1  | Chapeau 2 | Chapeau 3 | Chapeau 4    |
| ---------- | --------- | --------- | ------------ |
| Norvège    | France    | Espagne   | Pologne      |
| Pays-Bas   | Hongrie   | Danemark  | Croatie      |
| Suède      | Russie    | Roumanie  | Rép. tchèque |
| Monténégro | Serbie    | Allemagne | Slovénie     |

### Arbitres
Les 12 paires arbitres appelées sont toutes d'une nationalité différente :
| - Dalibor Jurinović / Marko Mrvica ; - Karina Christiansen / Line Hansen ; - Péter Horváth / Balázs Márton ; - Viktorija Kijauskaite / Aušra Žaliene ; - Kjersti Arntsen / Guro Røen ; - Joanna Brehmer / Agnieszka Skowronek | - Diana-Carmen Florescu / Anamaria Stoia ; - Victoria Alpaidze / Tatyana Berezkina ; - Vanja Antić / Jelena Jakovljević ; - Peter Brunovský / Vladimír Čanda ; - Andreu Marín / Ignacio García ; - Mirza Kurtagic / Mattias Wetterwik. |

## Tour préliminaire
Les trois premières équipes de chaque groupe sont qualifiées pour le tour principal et conservent les points acquis contre les deux autres équipes qualifiées.
- Légende :  Qualifiés pour le tour principal –  Éliminés – T : Tenant du titre 2014

|   | Équipe   | Pts | J | G | N | P | Bp | Bc | Diff | Dép |
| - | -------- | --- | - | - | - | - | -- | -- | ---- | --- |
| 1 | Serbie   | 5   | 3 | 2 | 1 | 0 | 91 | 87 | 4    | —   |
| 2 | Suède    | 3   | 3 | 1 | 1 | 1 | 78 | 74 | 4    | —   |
| 3 | Espagne  | 2   | 3 | 1 | 0 | 2 | 72 | 68 | 4    | +12 |
| 4 | Slovénie | 2   | 3 | 1 | 0 | 2 | 77 | 89 | -12  | -12 |

| 4 déc - 15:15 | Serbie   | 36 | 34 | Slovénie |
| 4 déc - 18:00 | Suède    | 25 | 19 | Espagne  |
| 6 déc - 18:30 | Espagne  | 23 | 25 | Serbie   |
| 6 déc - 20:45 | Slovénie | 25 | 23 | Suède    |
| 8 déc - 18:30 | Espagne  | 30 | 18 | Slovénie |
| 8 déc - 20:45 | Suède    | 30 | 30 | Serbie   |

|   | Équipe    | Pts | J | G | N | P | Bp | Bc | Diff | Dép |
| - | --------- | --- | - | - | - | - | -- | -- | ---- | --- |
| 1 | Allemagne | 4   | 3 | 2 | 0 | 1 | 73 | 71 | 2    | +1  |
| 2 | France    | 4   | 3 | 2 | 0 | 1 | 70 | 60 | 10   | +1  |
| 3 | Pays-Bas  | 4   | 3 | 2 | 0 | 1 | 75 | 68 | 7    | -2  |
| 4 | Pologne   | 0   | 3 | 0 | 0 | 3 | 65 | 84 | -19  | —   |

| 4 déc - 18:30 | Pays-Bas  | 27 | 30 | Allemagne |
| 4 déc - 20:45 | France    | 31 | 22 | Pologne   |
| 6 déc - 18:30 | Pologne   | 21 | 30 | Pays-Bas  |
| 6 déc - 20:45 | Allemagne | 20 | 22 | France    |
| 8 déc - 18:30 | Allemagne | 23 | 22 | Pologne   |
| 8 déc - 20:45 | Pays-Bas  | 18 | 17 | France    |

|   | Équipe       | Pts | J | G | N | P | Bp | Bc | Diff | Dép |
| - | ------------ | --- | - | - | - | - | -- | -- | ---- | --- |
| 1 | Danemark     | 6   | 3 | 3 | 0 | 0 | 77 | 69 | 8    | —   |
| 2 | Rép. tchèque | 2   | 3 | 1 | 0 | 2 | 83 | 82 | 1    | +4  |
| 3 | Hongrie      | 2   | 3 | 1 | 0 | 2 | 62 | 64 | -2   | +2  |
| 4 | Monténégro   | 2   | 3 | 1 | 0 | 2 | 63 | 70 | -7   | -6  |

| 5 déc - 18:30 | Hongrie      | 22 | 27 | Rép. tchèque |
| 5 déc - 20:45 | Monténégro   | 21 | 22 | Danemark     |
| 7 déc - 18:30 | Rép. tchèque | 27 | 28 | Monténégro   |
| 7 déc - 20:45 | Danemark     | 23 | 19 | Hongrie      |
| 9 déc - 18:30 | Monténégro   | 14 | 21 | Hongrie      |
| 9 déc - 20:45 | Danemark     | 32 | 29 | Rép. tchèque |

|   | Équipe      | Pts | J | G | N | P | Bp | Bc | Diff |
| - | ----------- | --- | - | - | - | - | -- | -- | ---- |
| 1 | Norvège (T) | 6   | 3 | 3 | 0 | 0 | 80 | 58 | 22   |
| 2 | Roumanie    | 4   | 3 | 2 | 0 | 1 | 74 | 66 | 8    |
| 3 | Russie      | 2   | 3 | 1 | 0 | 2 | 70 | 71 | -1   |
| 4 | Croatie     | 0   | 3 | 0 | 0 | 3 | 68 | 97 | -29  |

| 5 déc - 18:30 | Russie   | 32 | 26 | Croatie  |
| 5 déc - 20:45 | Norvège  | 23 | 21 | Roumanie |
| 7 déc - 18:30 | Roumanie | 22 | 17 | Russie   |
| 7 déc - 20:45 | Croatie  | 16 | 34 | Norvège  |
| 9 déc - 18:30 | Roumanie | 31 | 26 | Croatie  |
| 9 déc - 20:45 | Norvège  | 23 | 21 | Russie   |

## Tour principal
Les deux premiers classés de chaque groupe sont qualifiés pour les demi-finales. Les troisièmes disputent un match pour la 5e place.

En cas d'égalité de points entre deux ou plusieurs équipes, le goal-average particulier s'applique pour les départager. Dans le cas d'une égalité à plusieurs équipes, s'il reste des équipes à égalité, on compare alors le nombre de buts marqués entre les équipes en question. Si ce critère ne suffit pas, on utilise alors la différence de points générale puis le nombre de buts marqués dans l'ensemble de la poule pour départager ces équipes.
- Légende:  Qualifié pour les demi-finales –  Dispute le match pour la 5e place –  Éliminés

### Groupe I
|   | Équipe    | Pts | J | G | N | P | Bp  | Bc  | Diff | Dép |
| - | --------- | --- | - | - | - | - | --- | --- | ---- | --- |
| 1 | Pays-Bas  | 8   | 5 | 4 | 0 | 1 | 142 | 128 | 14   | +1  |
| 2 | France    | 8   | 5 | 4 | 0 | 1 | 111 | 100 | 11   | -1  |
| 3 | Allemagne | 7   | 5 | 3 | 1 | 1 | 124 | 110 | 14   | —   |
| 4 | Suède     | 3   | 5 | 1 | 1 | 3 | 126 | 131 | -5   | 0   |
| 5 | Serbie    | 3   | 5 | 1 | 1 | 3 | 122 | 142 | -20  | 0   |
| 6 | Espagne   | 1   | 5 | 0 | 1 | 4 | 108 | 122 | -14  | —   |

|                |         |  |    |    |  |           |
| 10 déc - 16h15 | Serbie  |  | 19 | 26 |  | Allemagne |
| 10 déc - 18h30 | Suède   |  | 30 | 33 |  | Pays-Bas  |
| 10 déc - 20h45 | Espagne |  | 22 | 23 |  | France    |
| 12 déc - 16h15 | Espagne |  | 20 | 20 |  | Allemagne |
| 12 déc - 18h30 | Serbie  |  | 27 | 35 |  | Pays-Bas  |
| 12 déc - 20h45 | Suède   |  | 19 | 21 |  | France    |
| 14 déc - 16h15 | Espagne |  | 24 | 29 |  | Pays-Bas  |
| 14 déc - 18h30 | Suède   |  | 22 | 28 |  | Allemagne |
| 14 déc - 20h45 | Serbie  |  | 21 | 28 |  | France    |

### Groupe II
|   | Équipe       | Pts | J | G | N | P | Bp  | Bc  | Diff |
| - | ------------ | --- | - | - | - | - | --- | --- | ---- |
| 1 | Norvège      | 10  | 5 | 5 | 0 | 0 | 127 | 109 | 18   |
| 2 | Danemark     | 7   | 5 | 3 | 1 | 1 | 123 | 113 | 10   |
| 3 | Roumanie     | 6   | 5 | 3 | 0 | 2 | 119 | 110 | 9    |
| 4 | Russie       | 4   | 5 | 1 | 2 | 2 | 116 | 121 | -5   |
| 5 | Rép. tchèque | 2   | 5 | 1 | 0 | 4 | 132 | 146 | -14  |
| 6 | Hongrie      | 1   | 5 | 0 | 1 | 4 | 111 | 129 | -18  |

|                |              |  |    |    |  |          |
| 11 déc - 16h15 | Rép. tchèque |  | 24 | 26 |  | Russie   |
| 11 déc - 18h30 | Hongrie      |  | 21 | 29 |  | Roumanie |
| 11 déc - 20h45 | Danemark     |  | 20 | 22 |  | Norvège  |
| 13 déc - 16h15 | Rép. tchèque |  | 28 | 30 |  | Roumanie |
| 13 déc - 18h30 | Hongrie      |  | 23 | 24 |  | Norvège  |
| 13 déc - 20h45 | Danemark     |  | 26 | 26 |  | Russie   |
| 14 déc - 16h15 | Hongrie      |  | 26 | 26 |  | Russie   |
| 14 déc - 18h30 | Danemark     |  | 21 | 17 |  | Roumanie |
| 14 déc - 20h45 | Rép. tchèque |  | 24 | 35 |  | Norvège  |

## Phase finale
La phase finale se dispute au Scandinavium, à Göteborg.
|  | Demi-finales             | Demi-finales             |                        |    | Finale                   | Finale                   |
|  | Demi-finales             | Demi-finales             |                        |    | Finale                   | Finale                   |
|  |                          |                          |                        |    |                          |                          |
|  | 16 déc - 18h15, Göteborg | 16 déc - 18h15, Göteborg |                        |    | 18 déc - 18h00, Göteborg | 18 déc - 18h00, Göteborg |
|  | 16 déc - 18h15, Göteborg | 16 déc - 18h15, Göteborg |                        |    | 18 déc - 18h00, Göteborg | 18 déc - 18h00, Göteborg |
|  | Pays-Bas                 | 26                       |                        |    | 18 déc - 18h00, Göteborg | 18 déc - 18h00, Göteborg |
|  | Pays-Bas                 | 26                       |                        |    | 18 déc - 18h00, Göteborg | 18 déc - 18h00, Göteborg |
|  | Danemark                 | 22                       |                        |    | 18 déc - 18h00, Göteborg | 18 déc - 18h00, Göteborg |
|  | Danemark                 | 22                       | Pays-Bas               | 29 |                          |                          |
|  | 16 déc - 20h45, Göteborg |                          | Pays-Bas               | 29 |                          |                          |
|  |                          | Norvège                  | 30                     |    |                          |                          |
|  | France                   | Norvège                  | 30                     | 16 |                          |                          |
|  | France                   |                          |                        | 16 |                          |                          |
|  | Norvège                  | 20                       |                        |    |                          |                          |
|  | Norvège                  | 20                       | Match pour la 3e place |    |                          |                          |
|  |                          |                          |                        |    |                          |                          |
|  | 18 déc - 15h30, Göteborg |                          |                        |    |                          |                          |
|  |                          |                          |                        |    |                          |                          |
|  | Danemark                 | 22                       |                        |    |                          |                          |
|  | Danemark                 | 22                       |                        |    |                          |                          |
|  | France                   | 25                       |                        |    |                          |                          |
|  | France                   | 25                       |                        |    |                          |                          |

### Match pour la5eplace
| 16 décembre 2016 15h45 | Allemagne      | 22 - 23   | Roumanie          | Scandinavium, Göteborg Affluence : 2 210 Arbitrage : Arntsen, Røen |
| 16 décembre 2016 15h45 | Svenja Huber 5 | (11 - 11) | Cristina Zamfir 6 | Scandinavium, Göteborg Affluence : 2 210 Arbitrage : Arntsen, Røen |
| 16 décembre 2016 15h45 | ×4 ×2          | Rapport   | ×3 ×2             | Scandinavium, Göteborg Affluence : 2 210 Arbitrage : Arntsen, Røen |

### Demi-finales
| 16 décembre 2016 18h15 | Pays-Bas      | 26 - 22   | Danemark          | Scandinavium, Göteborg Affluence : 9 853 Arbitrage : Brunovský, Čanda |
| 16 décembre 2016 18h15 | Nycke Groot 6 | (13 - 13) | Stine Jørgensen 6 | Scandinavium, Göteborg Affluence : 9 853 Arbitrage : Brunovský, Čanda |
| 16 décembre 2016 18h15 | ×2            | Rapport   | ×3                | Scandinavium, Göteborg Affluence : 9 853 Arbitrage : Brunovský, Čanda |

| 16 décembre 2016 20h45 | France                | 16 - 20  | Norvège     | Scandinavium, Göteborg Affluence : 9 908 Arbitrage : Jurinović, Mrvica |
| 16 décembre 2016 20h45 | Alexandra Lacrabère 6 | (9 - 11) | Nora Mørk 7 | Scandinavium, Göteborg Affluence : 9 908 Arbitrage : Jurinović, Mrvica |
| 16 décembre 2016 20h45 | ×2 ×1                 | Rapport  | ×3 ×4       | Scandinavium, Göteborg Affluence : 9 908 Arbitrage : Jurinović, Mrvica |

### Match pour la3eplace
| 18 décembre 2016 15h30 | Danemark          | 22 - 25  | France              | Scandinavium, Göteborg Affluence : 8 391 Arbitrage : Florescu, Stoia |
| 18 décembre 2016 15h30 | Stine Jørgensen 6 | (9 - 14) | Estelle Nze Minko 5 | Scandinavium, Göteborg Affluence : 8 391 Arbitrage : Florescu, Stoia |
| 18 décembre 2016 15h30 | ×2 ×4 ×1          | Rapport  | ×2 ×3               | Scandinavium, Göteborg Affluence : 8 391 Arbitrage : Florescu, Stoia |

### Finale
| 18 décembre 2016 18h00 | Pays-Bas         | 29 - 30   | Norvège      | Scandinavium, Göteborg Affluence : 11 037 Arbitrage : Alpaidze, Berezkina |
| 18 décembre 2016 18h00 | Danick Snelder 6 | (15 - 15) | Nora Mørk 12 | Scandinavium, Göteborg Affluence : 11 037 Arbitrage : Alpaidze, Berezkina |
| 18 décembre 2016 18h00 | ×3 ×2            | Rapport   | ×2           | Scandinavium, Göteborg Affluence : 11 037 Arbitrage : Alpaidze, Berezkina |

## Vainqueur
| Norvège 7e victoire |

## Classement final
Le classement final est établi selon les critères suivants :
- Place 1 à 4 : selon les résultats de la finale et du match pour la 3e place
- Place 5 et 6 : selon le résultat du match de classement pour la 5e place
- Place 7 à 12 : les 6 dernière équipes du tour principal sont départagées selon le nombre de points marqués puis selon la différence de but dans le tour principal
- Place 13 à 16 : les 3 dernière équipes du tour préliminaire sont départagées selon le nombre de points marqués puis selon la différence de but.

| Rang                       | Équipe       | J | G | N | P | Bp  | Bc  | Diff | Stade de la compétition | Qualifications* |
| -------------------------- | ------------ | - | - | - | - | --- | --- | ---- | ----------------------- | --------------- |
| Médaille d'or, Europe      | Norvège      | 8 | 8 | 0 | 0 | 211 | 170 | +41  | Tour final              |                 |
| Médaille d'argent, Europe  | Pays-Bas     | 8 | 6 | 0 | 2 | 227 | 201 | +26  | Tour final              | Mondial 2017    |
| Médaille de bronze, Europe | France       | 8 | 6 | 0 | 2 | 183 | 164 | +19  | Tour final              | Mondial 2017    |
| 4e                         | Danemark     | 8 | 4 | 1 | 3 | 189 | 185 | +4   | Tour final              | Mondial 2017    |
| 5e                         | Roumanie     | 7 | 5 | 0 | 2 | 173 | 158 | +15  | Tour final              |                 |
| 6e                         | Allemagne    | 7 | 4 | 1 | 2 | 169 | 155 | +14  | Tour final              |                 |
| 7e                         | Russie       | 6 | 2 | 2 | 2 | 148 | 147 | +1   | Tour principal          |                 |
| 8e                         | Suède        | 6 | 1 | 1 | 4 | 149 | 156 | -7   | Tour principal          |                 |
| 9e                         | Serbie       | 6 | 2 | 1 | 3 | 158 | 176 | -18  | Tour principal          |                 |
| 10e                        | Rép. tchèque | 6 | 1 | 0 | 5 | 159 | 174 | -15  | Tour principal          |                 |
| 11e                        | Espagne      | 6 | 1 | 1 | 4 | 138 | 140 | -2   | Tour principal          |                 |
| 12e                        | Hongrie      | 6 | 1 | 1 | 4 | 132 | 143 | - 11 | Tour principal          |                 |
| 13e                        | Monténégro   | 3 | 1 | 0 | 2 | 63  | 70  | -7   | Premier tour            |                 |
| 14e                        | Slovénie     | 3 | 1 | 0 | 2 | 77  | 89  | -12  | Premier tour            |                 |
| 15e                        | Pologne      | 3 | 0 | 0 | 3 | 65  | 84  | -19  | Premier tour            |                 |
| 16e                        | Croatie      | 3 | 0 | 0 | 3 | 68  | 97  | -29  | Premier tour            |                 |

* Les trois premières équipes, en dehors de la Norvège (tenante du titre) et de l'Allemagne (pays hôte), seront directement qualifiées pour le Championnat du monde 2017 (soit le Danemark, la France et les Pays-Bas).

## Statistiques et récompenses

### Équipe-type
| \| · Toft · Herrem · Broch · Martín · Neagu · Groot · Mørk Meilleur joueuse : Groot Meilleur défenseure : Edwige Meilleure buteuse : Mørk, 53 buts \| |
| Équipe type du championnat d'Europe 2016 |
| · Toft · Herrem · Broch · Martín · Neagu · Groot · Mørk Meilleur joueuse : Groot Meilleur défenseure : Edwige Meilleure buteuse : Mørk, 53 buts       |

Le 15 décembre 2016, 40 joueuses (5 par poste et 5 pour la meilleure joueuse en défense) ont été sélectionnées pour l'élection de l'équipe type sur la base de leur performance globale tout au long du tournoi (nombre de buts, mais aussi performance en défense, nombre de contres et de passes et réaction dans les moments cruciaux de chaque match). Le vote des internautes compte pour 40 % et celui d'un jury d'experts pour 60 % du résultat final. La meilleure joueuse de la compétition est quant à elle uniquement désignée par le jury d'experts.
L'équipe type désignée à l'issue du tournoi est composée de :
- Meilleure joueuse : Nycke Groot,  Pays-Bas
- Meilleure gardienne de but : Sandra Toft,  Danemark
- Meilleure ailière gauche : Camilla Herrem,  Norvège
- Meilleure arrière gauche : Cristina Neagu,  Roumanie
- Meilleure demi-centre : Nycke Groot,  Pays-Bas
- Meilleure pivot : Yvette Broch,  Pays-Bas
- Meilleure arrière droite : Nora Mørk,  Norvège
- Meilleure ailière droite : Carmen Martín,  Espagne
- Meilleure défenseure : Béatrice Edwige,  France

### Statistiques collectives
- Meilleure attaque :  Pays-Bas (28,4 buts par match)
- Moins bonne attaque :  Monténégro (21 buts par match)
- Meilleure défense :  France (20,5 buts par match)
- Moins bonne défense :  Croatie (32,3 buts par match)
- Plus grand nombre de buts inscrits sur un match :  Serbie (36 buts, contre la Slovénie)
- Plus petit nombre de buts encaissés sur un match :  Hongrie (14 buts, contre le Monténégro)
- Moyenne de buts par match : 49,1 buts (soit 24,55 par équipe)

### Statistiques individuelles
| Rang | Joueuse             | Équipe       | Buts | Tirs | %      | 7 m   | MJ | Moy. |
| ---- | ------------------- | ------------ | ---- | ---- | ------ | ----- | -- | ---- |
| 1    | Nora Mørk           | Norvège      | 53   | 95   | 55,8 % | 19/23 | 8  | 6,6  |
| 2    | Stine Jørgensen     | Danemark     | 47   | 81   | 58,0 % | 18/23 | 8  | 5,9  |
| 3    | Cristina Neagu      | Roumanie     | 46   | 89   | 51,7 % | 7/9   | 6  | 7,7  |
| 4    | Estavana Polman     | Pays-Bas     | 39   | 68   | 57,4 % | 2/3   | 8  | 4,9  |
| 5    | Nycke Groot         | Pays-Bas     | 35   | 53   | 66,0 % | -     | 8  | 4,4  |
| 5    | Svenja Huber        | Allemagne    | 35   | 58   | 60,3 % | 18/28 | 7  | 5,0  |
| 5    | Estelle Nze Minko   | France       | 35   | 59   | 59,3 % | -     | 8  | 4,4  |
| 8    | Isabelle Gulldén    | Suède        | 31   | 58   | 53,4 % | 17/20 | 6  | 5,2  |
| 8    | Alexandra Lacrabère | France       | 31   | 59   | 52,5 % | 7/11  | 8  | 3,9  |
| 10   | Michaela Hrbková    | Rép. tchèque | 30   | 56   | 53,6 % | 4/5   | 6  | 5,0  |

| Rang | Joueuse             | Équipe    | %      | Arrêts | Tirs | MJ | Moy. |
| ---- | ------------------- | --------- | ------ | ------ | ---- | -- | ---- |
| 1    | Silje Solberg       | Norvège   | 41,5 % | 68     | 164  | 8  | 8,5  |
| 2    | Victoria Kalinina   | Russie    | 40,6 % | 39     | 96   | 6  | 6,5  |
| 3    | Amandine Leynaud    | France    | 40,2 % | 41     | 102  | 8  | 5,1  |
| 4    | Laura Glauser       | France    | 39,1 % | 66     | 169  | 8  | 8,3  |
| 5    | Silvia Navarro      | Espagne   | 39,0 % | 64     | 164  | 6  | 10,7 |
| 6    | Denisa Dedu         | Roumanie  | 38,4 % | 56     | 146  | 7  | 8,0  |
| 7    | Clara Woltering     | Allemagne | 35,0 % | 76     | 217  | 7  | 10,9 |
| 8    | Sandra Toft         | Danemark  | 34,8 % | 85     | 244  | 8  | 10,6 |
| 9    | Kari Aalvik Grimsbø | Norvège   | 34,5 % | 39     | 113  | 8  | 4,9  |
| 10   | Johanna Bundsen     | Suède     | 34,1 % | 47     | 138  | 6  | 7,8  |

## Effectif des équipes sur le podium

### Champion d'Europe:Norvège
L'effectif de la Norvège, championne d'Europe, est :
- Kari Aalvik Grimsbø
- Emilie Hegh Arntzen
- Veronica Kristiansen
- Stine Skogrand
- Vilde Ingstad
- Nora Mørk
- Stine Bredal Oftedal
- Malin Aune
- Silje Solberg
- Marit Malm Frafjord
- Silje Waade
- Kjerstin Boge Solås
- Amanda Kurtovic
- Camilla Herrem
- Sanna Solberg
- Marta Tomac

Entraineur : Þórir Hergeirsson

### Vice-champion d'Europe:Pays-Bas
L'effectif des Pays-Bas, vice-championne d'Europe, est :
- Jessy Kramer
- Laura Van der Heijden
- Debbie Bont
- Lois Abbingh
- Sanne van Olphen
- Danick Snelder
- Lynn Knippenborg
- Yvette Broch
- Maura Visser
- Nycke Groot
- Kelly Dulfer
- Michelle Goos
- Jasmina Janković
- Angela Malestein
- Tess Wester
- Estavana Polman

Entraineur : Helle Thomsen

### Troisième place:France
L'effectif de la France, médaillée de bronze, est :
- Laura Glauser
- Amanda Kolczynski
- Camille Ayglon
- Allison Pineau
- Laurisa Landre
- Grâce Zaadi
- Amandine Leynaud
- Manon Houette
- Siraba Dembélé
- Laura Flippes
- Tamara Horacek
- Béatrice Edwige
- Estelle Nze Minko
- Marie-Paule Gnabouyou
- Gnonsiane Niombla
- Alexandra Lacrabère

Entraineur : Olivier Krumbholz